# 高橋川 (鹿児島県)
高橋川（たかはしがわ）は、鹿児島県霧島市福山にある牧之原台地を水源とする二級河川である。
長さは約5キロメートルで、河口の鹿児島県霧島市国分敷根の脇元より鹿児島湾（錦江湾）へ注ぐ。

## 河川名の由来
日本武尊が熊襲征伐に遠征に来た際、現在の若尊の鼻に上陸し尾根伝いに来た所、深い谷(高橋川）に行き当たり行く手を阻まれた為、その谷の高い場所に橋を架けたという古事に由来すると云われる。

## 流域
高橋川流域は鹿児島県霧島市国分上之段や敷根でこの地域の田園を潤す水源の一つとなっている。また歴史的には文久三年（1863年）に薩摩藩の島津斉彬により敷根に水車を動力とする「敷根火薬製造所」が作られた際、その水車を動かす動力源として利用された。